# Leo Boccardi
Leo Boccardi (ur. 15 kwietnia 1953 w San Martino in Pensilis) – włoski duchowny katolicki, arcybiskup, nuncjusz apostolski. 

## Życiorys
24 czerwca 1979 otrzymał święcenia kapłańskie z rąk Jana Pawła II i został inkardynowany do diecezji Termoli-Larino. W 1984 rozpoczął przygotowanie do służby dyplomatycznej na Papieskiej Akademii Kościelnej. 
16 stycznia 2007 został mianowany przez Benedykta XVI nuncjuszem apostolskim w Sudanie i Erytrei oraz arcybiskupem tytularnym Bitettum. Sakry biskupiej 18 marca 2007 udzielił mu Sekretarz Stanu Tarcisio Bertone.
11 lipca 2013 został mianowany nuncjuszem apostolskim w Iranie.
11 marca 2021 papież Franciszek przeniósł go na urząd nuncjusza apostolskiego w Japonii.
1 września 2023 papież Franciszek przyjął jego rezygnację z urzędu nuncjusza apostolskiego w Japonii. 